# Chimata-no-kami

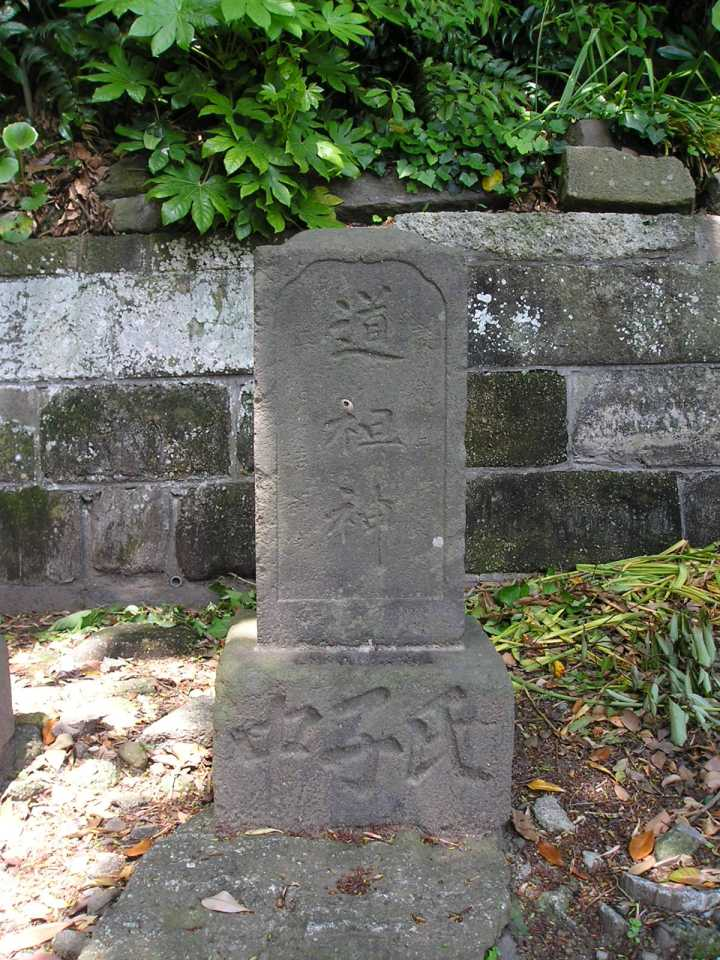
Dōsojin, un des chimata-no-kami.

Le chimata-no-kami (岐の神, littéralement, « divinité de la bifurcation d'un chemin ») ou tsuji-no-kami (辻の神, littéralement, « divinité de la croisée des chemins ») renvoie à la croyance populaire japonaise aux kamis qui protègent de la vermine, des épidémies, des divinités et des esprits malins. Ils sont aussi les protecteurs des bifurcations, des routes, des autoroutes et des intersections.
L'un des plus importants chimata-no-kami est le sae-no-kami ou dōsojin (賽の神, littéralement, « kami obstacle »), qui empêche l'entrée des divinités et des esprits malins.

## Référence
- (es) Cet article est partiellement ou en totalité issu de l’article de Wikipédia en espagnol intitulé « Chimata-no-kami » (voir la liste des auteurs).